# Леопольд Бучковський

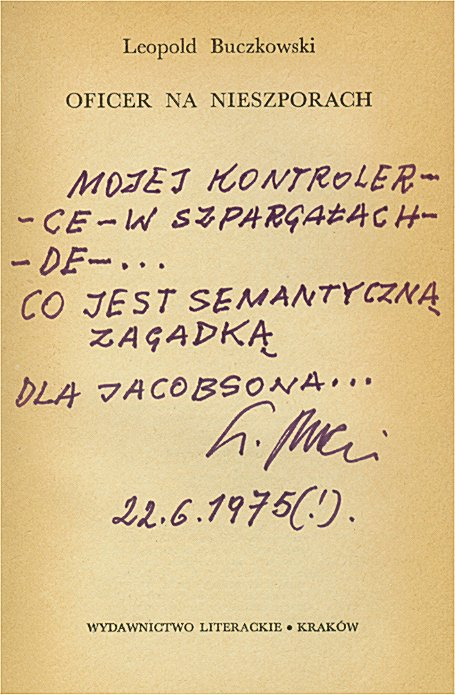
Автограф Леопольда Бучковського

Леопольд Бучковський (нар. 15 листопада 1905, с. Накваша, нині Бродівський район — 27 квітня 1989, Варшава) — польський письменник, художник, різьбяр.

## Життєпис
Народився 15 листопада 1905 р. у селі Накваша Бродівського повіту (нині Бродівського району Львівської області, Україна). Якийсь час мешкав в містечку Підкамінь.
Автор повістей «Вертепи», «Чорний потік»(1954), «Дорійська галерея»(1957), збірників оповідань «Молодий поет в замку» (1959), «Перша світлість» (1966), «Врода на часі» (1970), «Купіль в Люццах» (1974), «Камінь в пелюшках» (1978), «Офіцер на вечірній» (1979) та ін.
Помер 27 квітня 1989 у Варшаві.